# Rivetina tarda
 Rivetina tarda es una especie de mantis de la familia Mantidae.

## Distribución geográfica
Se encuentra en Tayikistán.